# Прасониси (Китира)
Прасони́си (греч. Πρασονήσι — «Зелёный остров»), также Фидони́си (Φιδονήσι — «Змеиный остров») — необитаемый скалистый остров у восточного побережья центральной части острова Китира в Средиземное море. Административно относится к общине Китира в периферийной единице Острова в периферии Аттика. Наивысшая точка — 13 м над уровнем моря.
Острова Прасониси, Мегали-Драгонера, Андидрагонера и воды, их окружающие, общей площадью 989,13 га, 94 % которой — морские воды, входят в экологическую сеть «Натура 2000». Зоны растительности включают литораль, заселённую настоящими галофитами (род кермек (Limonium), Lotus cytisoides, франкения жестковолосая (Frankenia hirsuta) и другие), и супралитораль, не омываемая морской водой, но подверженная влиянию брызг прибоя и населённая галофитами, а также видами фриганы. Внутренняя зона растительности у Прасониси отсутствует из-за небольших размеров острова. Существует расширенная суплиторальная зона с островными видами растений, такими как Brassica cretica ssp. aegea, Allium commutatum и Anthemis scopulorum. Некоторые из этих видов, по-видимому, существуют в этой области в основном на островках. Anthemis scopulorum является «специалистом по островкам», эндемиком Эгейского моря, который встречается на Прасониси в качестве содоминантного вида вместе с Brassica cretica ssp. Allium gomphrenoides, распространённый на юге Пелопоннеса, Китире и Андикитире, встречается на всех трёх островках участка. Присутствие Bupleurum greuteri, эндемичного вида, известного с юга Пелопоннеса и Китиры, на Мегали-Драгонере очень интересно. Белобрюхий тюлень был обнаружен на Прасониси, но имеющейся информации ещё недостаточно для оценки его популяции.
Острова Прасониси, Мегали-Драгонера и Андидрагонера не используются интенсивно людьми. Вмешательство ограничивается выпасом небольшого количества коз.